# Kollisionsverhütungsregeln
Die Kollisionsverhütungsregeln (KVR) – offiziell „Internationale Regeln von 1972 zur Verhütung von Zusammenstößen auf See“ – stellen internationales Seeverkehrsrecht dar. Sie sind der grundlegende rechtliche Rahmen zur Regelung der Sicherheit und Leichtigkeit des Verkehrs auf Hoher See und den damit verbundenen Gewässern. Die KVR dienen der Vermeidung von Schiffszusammenstößen. Sie gehen auf die Internationale Marinekonferenz von 1889 zurück und wurden 1972 von der Internationalen Seeschifffahrts-Organisation (IMO) verabschiedet. Sie gelten für alle Schiffe, auch für Sportboote. Der Originaltitel lautet: Convention on the international regulations for preventing collisions at sea (COLREG).
Auf deutschen Seeschifffahrtsstraßen und bestimmten von Seeschiffen befahrenen Binnenwasserstraßen wie Elbe, Weser und Nord-Ostsee-Kanal gelten zusätzlich präzisierend die Seeschifffahrtsstraßen-Ordnung (SeeSchStrO) bzw. die Schifffahrtsordnung Emsmündung (EmsSchO). Die KVR sind aber trotzdem die grundlegenden Regeln des Seeschiffsverkehrs.
Die KVR enthalten folgende Bereiche:
- Teil A: Allgemeines (Regeln 1–3, u. a. Anwendungsbereiche, Verantwortlichkeit und allgemeine Begriffsbestimmungen).
- Teil B: Ausweich- und Fahrregeln (Regeln 4–19, u. a. Ausweichen, Kurs halten, Manöver zur Vermeidung von Unfällen, Verhalten im Fahrwasser, Überholen usw.).
- Teil C: Lichterführung und Signalkörper (Regeln 20–31, u. a. Lichter, Navigationslichter und Signalkörper).
- Teil D: Schall- und Lichtsignale (Regeln 32–37, u. a. Darstellung der Schallsignale, Schallsignalgeräte).
- Teil E: Befreiungen (Regel 38)

Zur Signalisierung von Fahrtrichtung und Position dienen die Positionslichter. Bei Kollisionskurs soll der Kurshalter notfalls mit dem Manöver des letzten Augenblicks versuchen, eine Kollision zu vermeiden oder wenigstens die Schäden gering zu halten.

## Rechtliche Grundlagen

### Deutschland
In Deutschland, insbesondere im deutschen Küstenmeer und auf Schiffen, die berechtigt sind, die Bundesflagge zu führen, haben die KVR Geltung durch die Verordnung zu den Internationalen Regeln von 1972 zur Verhütung von Zusammenstößen auf See vom 13. Juni 1977 (BGBl. I S. 813), die zuletzt durch Artikel 2 der Verordnung vom 15. Januar 2012 (BGBl. I S. 112) geändert worden ist.

### Österreich
Die gesetzliche Regelung in Bezug auf Begegnung zwischen Wasserfahrzeugen wird in der Wasserstraßen-Verkehrsordnung geregelt.

### Schweiz
Die Schweiz hat als Binnenland keinen Anschluss ans Meer und damit kein Gebiet, in dem die KVR direkt gelten würde. Die Binnenschifffahrtsverordnung sowie die Bodenseeschifffahrtsordnung, die auf den Binnenseen der Schweiz und den Grenzgewässern gültig sind, übernehmen inhaltlich die KVR jedoch weitgehend. Für Schiffe unter Schweizer Flagge auf dem Meer gelten die KVR uneingeschränkt.